# لیسوگورکا
لیسوگورکا (انگلیسی: Lysogorka) یک شهرک در شهرستان بیژبولیاکسکی باشقیرستان کشور روسیه است.